# Ang Probinsyano
Ang Probinsyano ist eine philippinische Action-Fernsehserie, die vom 28. September 2015 bis 12. August 2022 auf ABS-CBN ausgestrahlt wird.

## Handlung
Die Serie folgt dem Leben der getrennt voneinander aufgewachsenen Zwillinge Ador und Cardo.
Ador ist ein beliebter und angesehener CIDG-Polizeibeamter, der glücklich mit seiner kleinen Familie in Manila lebt. Cardo, auf der anderen Seite, liebt die Einsamkeit der Berge in der Provinz Botolan als SAF Trooper. Ihre Leben nehmen eine plötzliche Wendung, als Ador während eines Einsatzes von einem seiner eigenen Kollegen, der in einem Syndikat verwickelt ist, angeschossen wird, was seinen Tod zur Folge hat. Um diese Tatsache zu verbergen, wurde Cardo beauftragt an die Stelle von Ador zu treten und die Mission zu übernehmen und zu beenden die sein Bruder hinterlassen hat. Er muss auch vor der Familie und vor Freunden seines Bruders so tun als wäre er Ador. Insbesondere vor seiner Großmutter, der er übel nimmt, dass sie ihn damals weggegeben hat. Er nimmt die Herausforderung an und verspricht den Tod seines Bruders zu rächen und dessen Mission zu erfüllen.

## Besetzung
| Schauspieler    | Rolle                                                                |
| Coco Martin     | Ricardo „Cardo Dalisay“ Borja De Leon/Dominador „Ador“ Borja de Leon |
| Susan Roces     | Flora „Lola Kap“ Borja-de Leon                                       |
| Maja Salvador   | Glenda Corpuz                                                        |
| Bela Padilla    | Carmen Guzman-de Leon/Tuazon                                         |
| Arjo Atayde     | Joaquin Tuazon                                                       |
| Albert Martinez | Tomas Tuazon                                                         |
| Agot Isidro     | Verna Syquia-Tuazon                                                  |
| Jaime Fábregas  | Delfin S. Borja                                                      |